# Étienne Allegrain
Étienne Allegrain (n. 19 martie 1645, Paris, Regatul Franței – d. 2 aprilie 1736, Paris, Regatul Franței) a fost un pictor și gravor francez.
În secolul al XVII-lea, a fost considerat unul dintre cei mai buni pictori de peisaje. Inspirat de Poussin, el a favorizat evocarea ambianțelor și a atmosferelor calme însoțite de un joc profund de lumină. A fost primit în Academia Regală de Pictură și Sculptură pe 4 decembrie 1677.
A fost, de asemenea, un gravor. Unele dintre peisajele sale gravate au fost finisate cu dalta de Gérard Audran și vândute de acesta.
A fost tatăl lui Gabriel Allegrain, de asemenea pictor, și bunicul lui Christophe-Gabriel Allegrain, sculptor, și străbunicul sculptorului Gabriel Allegrain la portul Rochefort.